# جويليرم شيتين
جوريليرم شيتين (مواليد 10 أكتوبر 1995) لاعب كرة قدم برازيلي كمهاجم .
لعب سابقاً مع نادي الباطن ونادي دبا الفجيرة .

## روابط خارجية
- جويليرم شيتين على موقع قاعدة بيانات كرة القدم.إي يو (الإنجليزية)
- جويليرم شيتين على موقع Soccerway.com (الإنجليزية)

- جويليرم شيتين